# 2021–2022-es UEFA Európa Konferencia Liga (egyenes kieséses szakasz)
A 2021–2022-es UEFA Európa Konferencia Liga egyenes kieséses szakasza 2022. február 17-én kezdődik és május 25-én ér véget. Az egyenes kieséses szakaszban az UEFA Európa Konferencia Liga csoportkörének első és második helyezettjei és az Európa-liga csoportkörének harmadik helyezettjei vesznek részt.

## Résztvevők
Az UEFA Európa Konferencia Liga csoportkörének első helyezettjei, a nyolcaddöntőbe jutottak. Az UEFA Európa Konferencia Liga csoportkörének második helyezettjei és az Európa-liga csoportkörének harmadik helyezettjei a nyolcaddöntő rájátszásába kerültek.

Az UEFA Európa Konferencia Liga csoportkörének első és második helyezettjei
| Csoport   | Csoportelső (nyolcaddöntős) | Csoportmásodik (kiemelt a nyolcaddöntő rájátszásában) |
| --------- | --------------------------- | ----------------------------------------------------- |
| A csoport | LASK                        | Makkabi Tel-Aviv                                      |
| B csoport | Gent                        | Partizan                                              |
| C csoport | Roma                        | Bodø/Glimt                                            |
| D csoport | AZ                          | Randers                                               |
| E csoport | Feyenoord                   | Slavia Praha                                          |
| F csoport | København                   | PAÓK                                                  |
| G csoport | Rennes                      | Vitesse                                               |
| H csoport | Basel                       | Qarabağ                                               |

Az Európa-liga csoportkörének harmadik helyezettjei
| Csoport   | Csoportharmadik (nem kiemelt a nyolcaddöntő rájátszásában) |
| --------- | ---------------------------------------------------------- |
| A csoport | Sparta Praha                                               |
| B csoport | PSV Eindhoven                                              |
| C csoport | Leicester City                                             |
| D csoport | Fenerbahçe                                                 |
| E csoport | Marseille                                                  |
| F csoport | Midtjylland                                                |
| G csoport | Celtic                                                     |
| H csoport | Rapid Wien                                                 |

## Lebonyolítás
A döntő kivételével mindegyik mérkőzés oda-visszavágós rendszerben zajlik. A két találkozó végén az összesítésben több gólt szerző csapat jut tovább a következő körbe. Ha az összesítésnél az eredmény döntetlen, akkor 30 perces hosszabbítást következik a második mérkőzés rendes játékidejének lejárta után. Ha a 2x15 perces hosszabbítás után is egyenlő az állás, akkor büntetőpárbajra kerül sor. A döntőben a győztesről egy mérkőzés dönt. A rendes játékidő végén döntetlen esetén hosszabbítást játszanak, ha ezután is döntetlen marad az eredmény, akkor büntetőpárbaj következik.
A nyolcaddöntő rájátszásának és a nyolcaddöntő sorsolása során egy kiemelt csapat mellé egy nem kiemelt csapatot sorsoltak. Azonos tagországba tartozó csapatok nem játszhattak egymással. A nem kiemelt csapatok játszották az első mérkőzést hazai pályán.

## Fordulók és időpontok
A sorsolások és mérkőzések időpontjai a következők (valamennyi sorsolást Nyonban tartják).
| Szakasz                  | Forduló                     | Sorsolás dátuma     | 1. mérkőzés                              | 2. mérkőzés                              |
| ------------------------ | --------------------------- | ------------------- | ---------------------------------------- | ---------------------------------------- |
| Selejtezők               | 1. forduló                  | 2021. június 15.    | 2021. július 8.                          | 2021. július 15.                         |
| Selejtezők               | 2. forduló                  | 2021. június 16.    | 2021. július 22.                         | 2021. július 29.                         |
| Selejtezők               | 3. forduló                  | 2021. július 19.    | 2021. augusztus 5.                       | 2021. augusztus 12.                      |
| Selejtezők               | Rájátszás                   | 2021. augusztus 2.  | 2021. augusztus 19.                      | 2021. augusztus 26.                      |
| Csoportkör               | 1. mérkőzésnap              | 2021. augusztus 27. | 2021. szeptember 16.                     | 2021. szeptember 16.                     |
| Csoportkör               | 2. mérkőzésnap              | 2021. augusztus 27. | 2021. szeptember 30.                     | 2021. szeptember 30.                     |
| Csoportkör               | 3. mérkőzésnap              | 2021. augusztus 27. | 2021. október 21.                        | 2021. október 21.                        |
| Csoportkör               | 4. mérkőzésnap              | 2021. augusztus 27. | 2021. november 4.                        | 2021. november 4.                        |
| Csoportkör               | 5. mérkőzésnap              | 2021. augusztus 27. | 2021. november 25.                       | 2021. november 25.                       |
| Csoportkör               | 6. mérkőzésnap              | 2021. augusztus 27. | 2021. december 9.                        | 2021. december 9.                        |
| Egyenes kieséses szakasz | Rájátszás a nyolcaddöntőért | 2021. december 13.  | 2022. február 17.                        | 2022. február 24.                        |
| Egyenes kieséses szakasz | Nyolcaddöntők               | 2022. február 25.   | 2022. március 10.                        | 2022. március 17.                        |
| Egyenes kieséses szakasz | Negyeddöntők                | 2022. március 18.   | 2022. április 7.                         | 2022. április 14.                        |
| Egyenes kieséses szakasz | Elődöntők                   | 2022. március 18.   | 2022. április 28.                        | 2022. május 5.                           |
| Egyenes kieséses szakasz | Döntő                       | 2022. március 18.   | 2022. május 25., Arena Kombëtare, Tirana | 2022. május 25., Arena Kombëtare, Tirana |

## A nyolcaddöntő rájátszása
A nyolcaddöntő rájátszásának sorsolását 2021. december 13-án, közép-európai idő szerint 14 órától tartották. Az első mérkőzéseket február 17-én, a visszavágókat február 24-én játszották.

### Párosítások
| 1. csapat      | Össz.        | 2. csapat        | 1. mérk. | 2. mérk. |
| -------------- | ------------ | ---------------- | -------- | -------- |
| Marseille      | 6–1          | Qarabağ          | 3–1      | 3–0      |
| PSV Eindhoven  | 2–1          | Makkabi Tel-Aviv | 1–0      | 1–1      |
| Fenerbahçe     | 4–6          | Slavia Praha     | 2–3      | 2–3      |
| Midtjylland    | 2–2 (t. 3–5) | PAÓK             | 1–0      | 1–2      |
| Leicester City | 7–2          | Randers          | 4–1      | 3–1      |
| Celtic         | 1–5          | Bodø/Glimt       | 1–3      | 0–2      |
| Sparta Praha   | 1–3          | Partizan         | 0–1      | 1–2      |
| Rapid Wien     | 2–3          | Vitesse          | 2–1      | 0–2      |

### Mérkőzések
| 2022. február 17. 21:00 |

| Marseille                 | 3–1               | Qarabağ  |
| ------------------------- | ----------------- | -------- |
| Milik 41' 44' Payet 90+2' | (2–0) Jegyzőkönyv | Kady 85' |

| Stade Vélodrome, Marseille Játékvezető: Nikola Dabanović (montenegrói) |

| 2022. február 24. 18:45 (20:45 AZT) |

| Qarabağ | 0–3               | Marseille                                  |
| ------- | ----------------- | ------------------------------------------ |
|         | (0–1) Jegyzőkönyv | Gueye 12' Guendouzi 77' de la Fuente 90+2' |

| Tofik Bahramov Stadion, Baku Játékvezető: Bartosz Frankowski (lengyel) |

| 2022. február 17. 18:45 |

| PSV Eindhoven | 1–0               | Makkabi Tel-Aviv |
| ------------- | ----------------- | ---------------- |
| Gakpo 11'     | (1–0) Jegyzőkönyv |                  |

| Philips Stadion, Eindhoven Játékvezető: Glenn Nyberg (svéd) |

| 2022. február 24. 18:45 (19:45 IDT) |

| Makkabi Tel-Aviv | 1–1               | PSV Eindhoven |
| ---------------- | ----------------- | ------------- |
| Saborit 90+1'    | (0–0) Jegyzőkönyv | Vertessen 85' |

| Bloomfield Stadion, Tel-Aviv Játékvezető: Harald Lechner (osztrák) |

| 2022. február 17. 18:45 (19:45 TRT) |

| Fenerbahçe              | 2–3               | Slavia Praha                    |
| ----------------------- | ----------------- | ------------------------------- |
| Pelkas 58' Kadıoğlu 83' | (0–1) Jegyzőkönyv | Traoré 45' Dorley 62' Lingr 64' |

| Şükrü Saracoğlu Stadion, Isztambul Játékvezető: Maurizio Mariani (olasz) |

| 2022. február 24. 21:00 |

| Slavia Praha            | 3–2               | Fenerbahçe             |
| ----------------------- | ----------------- | ---------------------- |
| Schranz 19' Sor 27' 63' | (2–1) Jegyzőkönyv | Yandaş 39' Berisha 90' |

| Sinobo Stadion, Prága Játékvezető: Chris Kavanagh (angol) |

| 2022. február 17. 18:45 |

| Midtjylland   | 1–0               | PAÓK |
| ------------- | ----------------- | ---- |
| Andersson 20' | (1–0) Jegyzőkönyv |      |

| MCH Arena, Herning Játékvezető: Craig Pawson (angol) |

| 2022. február 24. 21:00 (22:00 EEST) |

| PAÓK                                | 2–1               | Midtjylland               |
| ----------------------------------- | ----------------- | ------------------------- |
| Živković 20' Vieirinha 26'          | (2–0) Jegyzőkönyv | Høegh 80'                 |
| Büntetőpárbaj                       |                   |                           |
| Čolak Sidcley Schwab Mitriță Kurtić | 5–3               | Meyer Andersson Dyhr Lind |

| Túmbasz Stadion, Szaloniki Játékvezető: Lawrence Visser (belga) |

| 2022. február 17. 21:00 (20:00 BST) |

| Leicester City                                  | 4–1               | Randers                 |
| ----------------------------------------------- | ----------------- | ----------------------- |
| Ndidi 23' Barnes 49' Daka 55' Dewsbury-Hall 74' | (1–1) Jegyzőkönyv | Hammershøy-Mistrati 45' |

| King Power Stadion, Leicester Játékvezető: Radu Petrescu (román) |

| 2022. február 24. 18:45 |

| Randers  | 1–3               | Leicester City             |
| -------- | ----------------- | -------------------------- |
| Odey 84' | (0–1) Jegyzőkönyv | Barnes 2' Maddison 70' 74' |

| Randers Stadion, Randers Játékvezető: Irfan Peljto (bosznia-hercegovinai) |

| 2022. február 17. 21:00 (20:00 BST) |

| Celtic    | 1–3               | Bodø/Glimt                              |
| --------- | ----------------- | --------------------------------------- |
| Maeda 79' | (0–1) Jegyzőkönyv | Espejord 6' Pellegrino 55' Vetlesen 81' |

| Celtic Park, Glasgow Játékvezető: Andris Treimanis (lett) |

| 2022. február 24. 18:45 |

| Bodø/Glimt                | 2–0               | Celtic |
| ------------------------- | ----------------- | ------ |
| Solbakken 9' Vetlesen 69' | (1–0) Jegyzőkönyv |        |

| Aspmyra Stadion, Bodø Játékvezető: Szergej Ivanov (orosz) |

| 2022. február 17. 21:00 |

| Sparta Praha | 0–1               | Partizan  |
| ------------ | ----------------- | --------- |
|              | (0–0) Jegyzőkönyv | Menig 78' |

| Generali Arena, Prága Játékvezető: Andreas Ekberg (svéd) |

| 2022. február 24. 18:45 |

| Partizan     | 2–1               | Sparta Praha |
| ------------ | ----------------- | ------------ |
| Gomes 7' 24' | (2–0) Jegyzőkönyv | Hložek 85'   |

| Partizan Stadion, Belgrád Játékvezető: Georgi Kabakov (bolgár) |

| 2022. február 17. 18:45 |

| Rapid Wien          | 2–1               | Vitesse    |
| ------------------- | ----------------- | ---------- |
| Druijf 1' Grüll 16' | (2–0) Jegyzőkönyv | Openda 74' |

| Allianz Stadion, Bécs Játékvezető: Donatas Rumšas (litván) |

| 2022. február 24. 21:00 |

| Vitesse           | 2–0               | Rapid Wien |
| ----------------- | ----------------- | ---------- |
| Grbić 3' Bero 19' | (2–0) Jegyzőkönyv |            |

| GelreDome, Arnhem Játékvezető: Jakob Kehlet (dán) |

## Nyolcaddöntők
A nyolcaddöntők sorsolását 2022. február 25-én, közép-európai idő szerint 13 órától tartották. Az első mérkőzéseket március 10-én, a visszavágókat március 17-én játszották.

### Párosítások
| 1. csapat      | Össz. | 2. csapat | 1. mérk. | 2. mérk.   |
| -------------- | ----- | --------- | -------- | ---------- |
| Marseille      | 4–2   | Basel     | 2–1      | 2–1        |
| Leicester City | 3–2   | Rennes    | 2–0      | 1–2        |
| PAÓK           | 3–1   | Gent      | 1–0      | 2–1        |
| Vitesse        | 1–2   | Roma      | 0–1      | 1–1        |
| PSV Eindhoven  | 8–4   | København | 4–4      | 4–0        |
| Slavia Praha   | 7–5   | LASK      | 4–1      | 3–4        |
| Bodø/Glimt     | 4–3   | AZ        | 2–1      | 2–2 (h.u.) |
| Partizan       | 3–8   | Feyenoord | 2–5      | 1–3        |

### Mérkőzések
| 2022. március 10. 21:00 |

| Marseille                | 2–1               | Basel        |
| ------------------------ | ----------------- | ------------ |
| Milik 19' (11-esből) 68' | (1–0) Jegyzőkönyv | Esposito 80' |

| Stade Vélodrome, Marseille Nézőszám: 22 992 Játékvezető: Irfan Peljto (bosznia-hercegovinai) |

| 2022. március 17. 18:45 |

| Basel     | 1–2               | Marseille               |
| --------- | ----------------- | ----------------------- |
| Ndoye 62' | (0–0) Jegyzőkönyv | Ünder 74' Rongier 90+3' |

| St. Jakob-Park, Bázel Nézőszám: 22 081 Játékvezető: Artur Soares Dias (portugál) |

| 2022. március 10. 21:00 (20:00 GMT) |

| Leicester City                 | 2–0               | Rennes |
| ------------------------------ | ----------------- | ------ |
| Albrighton 30' Iheanacho 90+3' | (1–0) Jegyzőkönyv |        |

| King Power Stadion, Leicester Nézőszám: 25 848 Játékvezető: Orel Grinfeld (izraeli) |

| 2022. március 17. 18:45 |

| Rennes                 | 2–1               | Leicester City |
| ---------------------- | ----------------- | -------------- |
| Bourigeaud 8' Tait 76' | (1–0) Jegyzőkönyv | Fofana 51'     |

| Roazhon Park, Rennes Nézőszám: 27 000 Játékvezető: Anasztásziosz Szidirópulosz (görög) |

| 2022. március 10. 18:45 (19:45 EEST) |

| PAÓK       | 1–0               | Gent |
| ---------- | ----------------- | ---- |
| Kurtić 58' | (0–0) Jegyzőkönyv |      |

| Túmbasz Stadion, Szaloniki Nézőszám: 9 098 Játékvezető: Bartosz Frankowski (lengyel) |

| 2022. március 17. 21:00 |

| Gent         | 1–2               | PAÓK                   |
| ------------ | ----------------- | ---------------------- |
| Depoitre 40' | (1–1) Jegyzőkönyv | Crespo 20' Augusto 77' |

| Ghelamco Arena, Gent Nézőszám: 12 388 Játékvezető: Daniel Siebert (német) |

| 2022. március 10. 18:45 |

| Vitesse | 0–1               | Roma           |
| ------- | ----------------- | -------------- |
|         | (0–1) Jegyzőkönyv | Oliveira 45+1' |

| GelreDome, Arnhem Nézőszám: 24 022 Játékvezető: Paweł Raczkowski (lengyel) |

| 2022. március 17. 21:00 |

| Roma          | 1–1               | Vitesse    |
| ------------- | ----------------- | ---------- |
| Abraham 90+1' | (0–0) Jegyzőkönyv | Wittek 62' |

| Stadio Olimpico, Róma Nézőszám: 40 435 Játékvezető: Radu Petrescu (román) |

| 2022. március 10. 21:00 |

| PSV Eindhoven                     | 4–4               | København                               |
| --------------------------------- | ----------------- | --------------------------------------- |
| Gakpo 21' 70' Ricu 50' Zahavi 85' | (1–3) Jegyzőkönyv | Jóhannesson 6' Biel 23' 78' Lerager 43' |

| Philips Stadion, Eindhoven Nézőszám: 26 003 Játékvezető: Craig Pawson (angol) |

| 2022. március 17. 18:45 |

| København | 0–4               | PSV Eindhoven                          |
| --------- | ----------------- | -------------------------------------- |
|           | (0–2) Jegyzőkönyv | Zahavi 10' 79' Götze 38' Madueke 90+1' |

| Parken Stadion, Koppenhága Nézőszám: 30 337 Játékvezető: William Collum (skót) |

| 2022. március 10. 18:45 |

| Slavia Praha                       | 4–1               | LASK      |
| ---------------------------------- | ----------------- | --------- |
| Sor 3' 29' Olayinka 83' Traoré 85' | (2–0) Jegyzőkönyv | Balić 67' |

| Sinobo Stadion, Prága Nézőszám: 16 754 Játékvezető: Andris Treimanis (lett) |

| 2022. március 17. 21:00 |

| LASK                                     | 4–3               | Slavia Praha                 |
| ---------------------------------------- | ----------------- | ---------------------------- |
| Wiesinger 36' 76' Gruber 88' Schmidt 90' | (1–2) Jegyzőkönyv | Olayinka 24' Bah 37' Sor 62' |

| NV Arena, Sankt Pölten Nézőszám: 5 403 Játékvezető: Lawrence Visser (belga) |

| 2022. március 10. 21:00 |

| Bodø/Glimt                                | 2–1               | AZ          |
| ----------------------------------------- | ----------------- | ----------- |
| Pellegrino 39' Solbakken 90+1' (11-esből) | (1–0) Jegyzőkönyv | Ábúhlál 73' |

| Aspmyra Stadion, Bodø Nézőszám: 5 724 Játékvezető: Nikola Dabanović (montenegrói) |

| 2022. március 17. 18:45 |

| AZ               | 2–2 (h. u.)       | Bodø/Glimt                     |
| ---------------- | ----------------- | ------------------------------ |
| Pavlidis 18' 30' | (2–1) Jegyzőkönyv | Pellegrino 26' Sampsted 105+1' |

| AFAS Stadion, Alkmaar Nézőszám: 15 024 Játékvezető: Ivan Kružliak (szlovák) |

| 2022. március 10. 18:45 |

| Partizan             | 2–5               | Feyenoord                                                   |
| -------------------- | ----------------- | ----------------------------------------------------------- |
| Nathko 13' Jović 46' | (1–1) Jegyzőkönyv | Toornstra 20' 77' Dessers 52' Geertruida 64' Sinisterra 71' |

| Partizan Stadion, Belgrád Nézőszám: 13 564 Játékvezető: Maurizio Mariani (olasz) |

| 2022. március 17. 21:00 |

| Feyenoord                          | 3–1               | Partizan  |
| ---------------------------------- | ----------------- | --------- |
| Dessers 45' Nelson 59' Linssen 90' | (1–0) Jegyzőkönyv | Gomes 61' |

| Feijenoord Stadion, Rotterdam Nézőszám: 40 850 Játékvezető: Anthony Taylor (angol) |

## Negyeddöntők
A negyeddöntők sorsolását 2022. március 18-án, közép-európai idő szerint 13:30-tól tartották. Az első mérkőzéseket április 7-én, a visszavágókat április 14-én játszották.

### Párosítások
| 1. csapat      | Össz. | 2. csapat     | 1. mérk. | 2. mérk. |
| -------------- | ----- | ------------- | -------- | -------- |
| Bodø/Glimt     | 2–5   | Roma          | 2–1      | 0–4      |
| Feyenoord      | 6–4   | Slavia Praha  | 3–3      | 3–1      |
| Marseille      | 3–1   | PAÓK          | 2–1      | 1–0      |
| Leicester City | 2–1   | PSV Eindhoven | 0–0      | 2–1      |

### Mérkőzések
| 2022. április 7. 21:00 |

| Bodø/Glimt               | 2–1               | Roma           |
| ------------------------ | ----------------- | -------------- |
| Saltnes 56' Vetlesen 89' | (0–1) Jegyzőkönyv | Pellegrini 43' |

| Aspmyra Stadion, Bodø Játékvezető: Serdar Gözübüyük (holland) |

| 2022. április 14. 21:00 |

| Roma                           | 4–0               | Bodø/Glimt |
| ------------------------------ | ----------------- | ---------- |
| Abraham 5' Zaniolo 23' 29' 49' | (3–0) Jegyzőkönyv |            |

| Olimpiai Stadion, Róma Játékvezető: José María Sánchez Martínez (spanyol) |

| 2022. április 7. 18:45 |

| Feyenoord                           | 3–3               | Slavia Praha                      |
| ----------------------------------- | ----------------- | --------------------------------- |
| Sinisterra 10' Senesi 74' Kökçü 86' | (1–1) Jegyzőkönyv | Olayinka 41' Sor 67' Traoré 90+5' |

| Feijenoord Stadion, Rotterdam Játékvezető: Halil Umut Meler (török) |

| 2022. április 14. 21:00 |

| Slavia Praha | 1–3               | Feyenoord                     |
| ------------ | ----------------- | ----------------------------- |
| Traoré 14'   | (1–1) Jegyzőkönyv | Dessers 2' 59' Sinisterra 78' |

| Sinobo Stadion, Prága Játékvezető: Deniz Aytekin (német) |

| 2022. április 7. 21:00 |

| Marseille            | 2–1               | PAÓK            |
| -------------------- | ----------------- | --------------- |
| Gerson 13' Payet 45' | (2–0) Jegyzőkönyv | El Kaddouri 48' |

| Stade Vélodrome, Marseille Játékvezető: Szymon Marciniak (lengyel) |

| 2022. április 14. 21:00 (22:00 EEST) |

| PAÓK | 0–1               | Marseille |
| ---- | ----------------- | --------- |
|      | (0–1) Jegyzőkönyv | Payet 34' |

| Túmbasz Stadion, Szaloniki Játékvezető: Danny Makkelie (holland) |

| 2022. április 7. 21:00 (20:00 BST) |

| Leicester City | 0–0         | PSV Eindhoven |
| -------------- | ----------- | ------------- |
|                | Jegyzőkönyv |               |

| King Power Stadion, Leicester Játékvezető: Ivan Kružliak (szlovák) |

| 2022. április 14. 21:00 |

| PSV Eindhoven | 1–2               | Leicester City           |
| ------------- | ----------------- | ------------------------ |
| Zahavi 27'    | (1–0) Jegyzőkönyv | Maddison 77' Pereira 88' |

| Philips Stadion, Eindhoven Játékvezető: Benoît Bastien (francia) |

## Elődöntők
Az elődöntők sorsolását 2022. március 18-án, közép-európai idő szerint 13:30-tól tartották, a negyeddöntők sorsolását követően. Az első mérkőzéseket április 28-án, a visszavágókat május 5-én játszották.

### Párosítások
| 1. csapat      | Össz. | 2. csapat | 1. mérk. | 2. mérk. |
| -------------- | ----- | --------- | -------- | -------- |
| Leicester City | 1–2   | Roma      | 1–1      | 0–1      |
| Feyenoord      | 3–2   | Marseille | 3–2      | 0–0      |

### Mérkőzések
| 2022. április 28. 21:00 |

| Leicester City      | 1–1               | Roma           |
| ------------------- | ----------------- | -------------- |
| Mancini 67' (öngól) | (0–1) Jegyzőkönyv | Pellegrini 15' |

| King Power Stadion, Leicester Játékvezető: Carlos del Cerro Grande (spanyol) |

| 2022. május 5. 21:00 |

| Roma        | 1–0               | Leicester City |
| ----------- | ----------------- | -------------- |
| Abraham 11' | (1–0) Jegyzőkönyv |                |

| Olimpiai Stadion, Róma Játékvezető: Srđan Jovanović (szerb) |

| 2022. április 28. 21:00 |

| Feyenoord                      | 3–2               | Marseille            |
| ------------------------------ | ----------------- | -------------------- |
| Dessers 18' 46' Sinisterra 20' | (2–2) Jegyzőkönyv | Dieng 28' Gerson 40' |

| Feijenoord Stadion, Rotterdam Játékvezető: Michael Oliver (angol) |

| 2022. május 5. 21:00 |

| Marseille | 0–0         | Feyenoord |
| --------- | ----------- | --------- |
|           | Jegyzőkönyv |           |

| Stade Vélodrome, Marseille Játékvezető: Sandro Schärer (svájci) |

## Döntő
A döntőt 2022. május 25-én játsszák az Arena Kombëtare stadionban, Tiranában. A pályaválasztót 2022. március 18-án sorsolták, az elődöntők sorsolását követően.
| 2022. május 25. 21:00 |

| Roma        | 1–0               | Feyenoord |
| ----------- | ----------------- | --------- |
| Zaniolo 32' | (1–0) Jegyzőkönyv |           |

| Arena Kombëtare, Tirana Nézőszám: 19 597 Játékvezető: Kovács István (román) |